# News of the World
| 평가 점수                     | 평가 점수 |
| 출처                          | 점수      |
| ----------------------------- | --------- |
| AllMusic                      | [ 1 ]     |
| Chicago Tribune               | [ 2 ]     |
| Christgau's Record Guide      | C         |
| Encyclopedia of Popular Music | [ 4 ]     |
| MusicHound Rock               | 4/5       |
| Q                             | [ 6 ]     |
| Rolling Stone                 | [ 7 ]     |
| The Rolling Stone Album Guide | [ 8 ]     |
| The Daily Vault               | A         |

《News of the World》는 1977년 10월 28일, 영국의 EMI 레코드와 미국의 엘렉트라 레코드가 발매한 영국의 록 밴드 퀸의 여섯 번째 스튜디오 음반이다. 《News of the World》는 런던의 삼 스튜디오와 웨식스 사운드 스튜디오에서 녹음된 밴드의 두 번째 음반으로, 마이크 스톤이 엔지니어링을 맡았으며 밴드와 스톤이 공동 프로듀싱을 맡았다.
1977년 펑크 록 밴드들, 특히 섹스 피스톨즈는 퀸과 같은 프로그레시브 록 아티스트들에 대한 엄청난 반발을 불러일으켰고, 밴드는 심포닉 록 사운드를 단순화하고 보다 자발적인 하드 록 사운드를 지향함으로써 대응했다. 이 음반은 이후 영국 음반 차트에서 4위에 올랐고, 미국에서 4배 플래티넘을 기록했고, 빌보드 200 차트에서 3위에 올랐으며, 전 세계적으로 높은 인증을 받았다. 이 음반은 미국에서 4백만 장 이상 팔렸다. 이 음반의 리드 싱글인 〈We Are the Champions〉는 영국 싱글 차트에서 2위, 빌보드 핫 100에서 4위에 올랐다. 《News of the World》에 대한 비판적인 반응은 처음에는 엇갈렸고, 많은 평론가들은 밴드의 음악 스타일 변화에 대해 논평했다. 하지만, 이 음반은 퀸의 가장 위대한 음반 중 하나로 여겨지게 되었고, 〈We Are the Champions〉와 〈We Will Rock You〉는 그 이후로 록 국가가 되었다.

## 배경 및 녹음
1977년 6월, A Day at the Races Tour를 마친 후, 4인조는 1977년 7월, 여섯 번째 스튜디오 제공 작업을 시작하기 위해 스튜디오에 들어갔고, 마이크 스톤을 런던의 삼 스튜디오와 웨식스 사운드 스튜디오의 보조 프로듀서로 영입했다. 초기 활동은 7월 4일, 로저 테일러와 '크리스탈' 테일러 조수가 드럼 키트를 설치하기 위해 삼에 있는 트럭에 도착했을 때 시작되었고, 이후 이틀 동안 계속되었다. 7월 6일 수요일, 밴드의 나머지 멤버들은 삼에 도착했다. 그들은 〈It's Late〉의 트랙 테이크를 지원했다.
모든 백 트랙을 녹음한 후, 작업은 웨식스 사운드로 이동했고, 다시 드럼 키트 설치에 전념하는 이틀이 선행되었다. 트럭은 8월 1일에 도착했고 드럼 키트 건설은 8월 2일까지 계속되었다. 웨식스의 티보이인 앤디 터너는 "당신은 이것 때문에 시간당 200파운드를 받고 있다!"라고 생각했던 것을 회상한다. 웨식스에서 밴드는 백 트랙에 오버더빙을 했다. 〈It's Late〉, 〈Who Needs You〉, 〈All Dead, All Dead〉, 〈Sleeping on the Sidewalk〉와 같은 일부 곡들은 이전에 오버더빙되었다. 8월 22일, 오버더빙의 마지막 며칠 동안, 11월에 있을 밴드의 투어 장소와 관련하여 미국으로 전화가 걸려왔다.
스튜디오 문서에 따르면, 많은 세션들이 늦게 도착했으며, 이는 보통 밴드가 실제로 도착하기 한 시간 전에 미리 준비되었다. 중간 교대 시간은 오후 3시에서 11시 정도였지만, 때때로 밴드는 예정보다 늦으면 새벽 4시까지 스튜디오에 머물곤 했다. 마지막 주요 오버더빙 세션은 8월 23일이었고, 첫 번째 믹싱은 8월 24일이었다. 때때로 믹싱이 계속됨에 따라 추가적인 오버더빙이 발생하기도 했다. 8월 26일에는 〈We Are the Champions〉가 믹싱되었고, 8월 27일에는 〈Spread Your Wings〉, 8월 27일에는 〈We Will Rock You〉, 8월 28일에는 〈Sheer Heart Attack〉의 테이크 12가 믹싱되었다.
공휴일을 위해 하루를 쉰 후, 밴드는 8월 30일, 레이튼 맨스 스튜디오와 프림로즈 힐 스튜디오로 갔다. 그들은 또한 8월 31일에 올림픽 스튜디오에서 하루를 보냈다. 마지막으로 문서화된 오버더빙 세션은 9월 1일이었다. 웨식스에서 9월 4일까지 믹싱 작업이 계속되었는데, 이 기간 동안 기술적인 문제로 인해 9월 3일에 연기되었다. 그날, 로저 테일러는 《새터데이 씬》의 마지막 에피소드에 출연했다. 믹싱는 마스터링을 위해 9월 5일, 사름 스튜디오로 다시 전달되었고, 9월 16일에 완성될 예정이다.

## 커버 아트
이 음반의 커버 아트는 미국의 SF 화가 프랭크 프리어스의 그림이다. 테일러는 《아날로그 사이언스 픽션 앤드 팩트》 (1953년 10월호)을 가지고 있었는데, 그 표지에는 거대한 지능형 로봇이 한 남자의 시신을 들고 있는 모습이 묘사되어 있었다. 그림 아래에는 "Please... fix it, Daddy?(제발… 고쳐 주세요, 아빠?)"라는 문구가 있었으며, 이는 톰 갓윈의 단편소설 《The Gulf Between》을 위한 일러스트였다. 이 그림은 밴드에게 영감을 주었고, 그들은 프리어스에게 연락해 음반 커버용으로 그림을 수정해줄 것을 요청했다. 프리어스는 이를 수락하고, 원래 한 사람만 있던 장면을 밴드의 네 명의 "죽은" 멤버들로 바꿔 그림을 수정했다. 수정된 그림에서는 로봇의 손에 머큐리와 메이가 죽은 채로 들려 있으며, 머큐리는 가슴에서 피를 흘리고, 로봇의 반대편 손 가운데 손가락에는 피가 묻어 있다. 디콘과 테일러는 아래로 떨어지고 있는 모습이며, 테일러는 음반의 뒷면에서만 보인다.
내부 커버에는 로봇이 박살난 강당에서 시체가 치워진 뒤, 공포에 질려 도망치는 관객들을 잡으려 손을 뻗는 장면이 그려져 있다. 프리어스는 자신이 클래식 음악 애호가로 퀸에 대해 잘 알지 못했다고 밝혔으며, 음반 커버 작업을 끝낸 뒤에야 밴드의 음악을 들어보았다고 말했다. 그는 "혹시나 싫어하게 되면 내 구상에 방해가 될까봐" 작업 전에는 듣지 않았지만, 나중에는 퀸의 음악을 좋아하게 되었다고 밝혔다.

## 발매

### 투어
News of the World Tour는 퀸의 음반 홍보를 위한 콘서트 투어였다. 퀸은 1977년 11월 11일, 미국 포틀랜드에서 시작하여 1978년 5월 13일, 런던에서 투어를 마쳤다.

### 재발매
2011년 5월, 이 음반의 리마스터 및 확장 재발매반이 발매되었다. 이는 퀸과 유니버설 뮤직 간의 새로운 음반 계약의 일환으로, 약 40년 동안 이어져 온 EMI 레코드와의 관계가 종료됨을 의미하였다. 유니버설 뮤직에 따르면, 퀸의 모든 음반은 2011년에 리마스터되어 재발매될 예정이었다. 이번 재발매반에는 다섯 개의 추가 트랙이 수록된 디럭스 에디션도 포함되었다. 퀸의 중기 다섯 장의 음반이 포함된 두 번째 배치는 2011년 6월에 발매되었다.
2017년 9월 4일, 퀸은 이 음반의 원반 발매 40주년을 기념하는 다중 형식 디럭스 박스 세트를 버진 EMI 레이블을 통해 발매하였다. 이 박스 세트에는 밴드의 아카이브에서 발굴된 미발표 아웃테이크 및 희귀 음원이 수록되었으며, 전곡이 새롭게 구성된 《Raw Sessions》라는 제목의 "대안 버전" 음반으로 포함되었다. 또한, 오리지널 아날로그 마스터 믹스 테이프를 기준으로 제작된 순수 아날로그 LP와, 1977년 News of the World Tour의 북미 공연 백스테이지 장면으로 구성된 신작 1시간짜리 다큐멘터리 DVD도 포함되었다.
40주년 기념 재발매를 홍보하기 위해, 퀸은 10월 6일에 그동안 공개되지 않았던 〈We Are the Champions〉와 〈We Will Rock You〉의 《Raw Sessions》 버전을 공개하였다. 10월 27일에는 공식 유튜브 채널을 통해 머큐리의 미공개 리드 보컬이 담긴 〈All Dead, All Dead〉의 새로운 버전과 함께 애니메이션 가사 영상도 공개되었다. 이 박스 세트는 2017년 11월 17일에 공식 발매되었다.

## 곡 목록
언급하지 않는 한 모든 리드 보컬은 프레디 머큐리이다.
| #   | 제목                         | 작사·작곡     | 리드 보컬           | 재생 시간 |
| --- | ---------------------------- | ------------- | ------------------- | --------- |
| 1.  | 〈We Will Rock You〉         | 브라이언 메이 |                     | 2:01      |
| 2.  | 〈We Are the Champions〉     | 프레디 머큐리 |                     | 2:59      |
| 3.  | 〈Sheer Heart Attack〉       | 로저 테일러   | 머큐리, 로저 테일러 | 3:26      |
| 4.  | 〈All Dead, All Dead〉       | 메이          | 브라이언 메이       | 3:10      |
| 5.  | 〈Spread Your Wings〉        | 존 디콘       |                     | 4:34      |
| 6.  | 〈Fight from the Inside〉    | 테일러        | 테일러              | 3:03      |
| 7.  | 〈Get Down, Make Love〉      | 머큐리        |                     | 3:51      |
| 8.  | 〈Sleeping on the Sidewalk〉 | 메이          | 메이                | 3:06      |
| 9.  | 〈Who Needs You〉            | 디콘          |                     | 3:05      |
| 10. | 〈It's Late〉                | 메이          |                     | 6:26      |
| 11. | 〈My Melancholy Blues〉      | 머큐리        |                     | 3:29      |

## 인증
| 국가                                                                                         | 인증        | 판매량/출하량 |
| -------------------------------------------------------------------------------------------- | ----------- | ------------- |
| 벨기에 (BEA)                                                                                 | 골드        | 25,000*       |
| 캐나다 (뮤직 캐나다)                                                                         | 3× 플래티넘 | 300,000^      |
| 프랑스 (SNEP)                                                                                | 골드        | 100,000*      |
| 독일 (BVMI)                                                                                  | 플래티넘    | 500,000^      |
| 이탈리아 (FIMI) sales since 2009                                                             | 골드        | 25,000        |
| 네덜란드 (NVPI)                                                                              | 플래티넘    | 100,000^      |
| 폴란드 (ZPAV) 2008 Agora SA album reissue                                                    | 플래티넘    | 20,000*       |
| 남아프리카 공화국 (RISA)                                                                     | 골드        | 25,000*       |
| 스위스 (IFPI 스위스)                                                                         | 플래티넘    | 50,000^       |
| 영국 (BPI)                                                                                   | 골드        | 100,000^      |
| 미국 (RIAA)                                                                                  | 4× 플래티넘 | 4,000,000^    |
| *판매량을 기반으로 한 인증 · ^출하량을 기반으로 한 인증 · 판매량+스트리밍을 기반으로 한 인증 |             |               |